# Au bistro du coin
Pour plus de détails, voir Fiche technique et Distribution.
Au bistro du coin est un film français réalisé par Charles Nemes et sorti en 2011.

## Synopsis
Les habitants d'un quartier mettent en place un spectacle caritatif dans un bistro.

## Fiche technique
- Réalisation : Charles Nemes
- Scénario : Brigitte Tanguy, Fred Testot, Lionel Dutemple, d'après une idée originale de Fred Testot
- Production : Sébastien Fechner
- Sociétés de production : EuropaCorp, Orly Films, Cocojet et Source Films
  - Soutien à la production : La Banque Poste Image 3, Digital Factory, Canal+, CinéCinéma et NRJ 12
- Société de distribution : EuropaCorp Distribution
- Musique : Alexandre Jaffray et Gilles Lakoste
- Photographie : Jean-Pierre Sauvaire
- Décors : Arnaud Roth
- Cascades : Rémi Canaple
- Budget : 3 M€[1]
- Pays d'origine :  France
- Langue originale : français
- Format : couleur, 2.35:1
- Durée : 80 minutes
- Date de sortie : 16 mars 2011
- Box-office France : 24 241 entrées[2]

## Distribution
- Fred Testot : Manu
- Guy Lecluyse : Bertrand
- Eddy Mitchell : Victor
- Bruno Solo : Samuel Van Herzel
- Vincent Desagnat : Jérémy
- Frédérique Bel : Fanny
- Vincent Lacoste : Jules
- Arsène Mosca : Bruno
- Oudesh Rughooputh : Jasmino
- Ramzy Bedia : Michel Vignaud
- Éric Judor : l'infirmier
- Nader Boussandel : Nader
- Anne Girouard : Véronique Van Herzel
- Hélène Seuzaret : Sofia
- Jérôme Commandeur : Jean-Mi
- François Berléand : François
- Arnaud Tsamere : Séverin
- Éric Massot : Frère meunier 1
- Manu Joucla : Frère meunier 2
- Stéphan Wojtowicz : Commissaire Vasarelli
- David Salles : Rico
- Bruno Moynot : Bouzigues
- Majid Berhila : Flic 1
- Jean-Guy Fechner : le client du pressing
- Issa Doumbia : le chauffeur-livreur
- Alban Ivanov : Maxime
- Bruno Sanches : le mime libanais
- Winston Ong : M. Tran
- Audrey Garcia : La femme enceinte
- Fatsah Bouyahmed : Flic 2
- Cédric Ben Abdallah : Flic 3
- Coura Traoré : Dabriou
- Ismaël Sy Savané : Flic 4
- Stéphanie Mathieu : La boulangère danseuse
- Maeldan Wilmet : L'enfant intello
- Charles Nemes : Le médecin turfiste
- Gyuri Nemes : Le client du Flamingo
- Vincent Azé : L'ami de Victor
- Qadir Abdul : Le restaurateur indien
- Dominique Bernardi : La vieille dame au chien
- Raymonde Bronstein : La belle-mère de Véronique
- Roxane Fechner : La femme près du Libanais
- Soliman Fechner : L'enfant pousseur du Libanais
- Pierre Gillet : L'homme au serpent
- Jean-Claude Odin : L'autre ami de Victor
- Benjamin Pesenti : L'enfant au pigeon
- Pierre-Yves Thieffine : L'éboueur transformiste
- Arthur Brossard : Guitariste de Pas Avant le Mariage
- Edward Essex : Batteur de Pas Avant le Mariage
- Stéphane Tastet : Bassiste de Pas Avant le Mariage
- Sacha Yordanoff : Clavier de Pas Avant le Mariage
- Ludivine Denane : Hôtesse Flamingo
- Maxence D'Almeida : Doubleur en ch'ti de Vincent Lacoste (Jules)

## Autour du film
Le film a la particularité d'être doublé en sept langues de France : alsacien, basque, breton, picard, corse, créole et occitan.